# Mubadala World Tennis Championship 2021
Il Mubadala World Tennis Championship 2021 è stato un torneo esibizione di tennis disputato su campi in cemento. È stata la 13ª edizione dell'evento che si è svolta dal 16 al 18 dicembre 2021. Hanno partecipato sei giocatori e due giocatrici fra i primi del mondo. Il torneo si è svolto nel Abu Dhabi International Tennis Complex di Zayed Sports City ad Abu Dhabi negli Emirati Arabi Uniti. Questo è stato un torneo di preparazione all'ATP Tour 2022 e al WTA Tour 2022.

## Partecipanti

### Teste di serie singolare maschile
| Nazionalità | Giocatore        | Ranking | Testa di serie* |
| ----------- | ---------------- | ------- | --------------- |
| Russia      | Andrej Rublëv    | 5       | 1               |
| Spagna      | Rafael Nadal     | 6       | 2               |
| Canada      | Denis Shapovalov | 14      | 3               |
| Stati Uniti | Taylor Fritz     | 23      | 4               |
| Regno Unito | Daniel Evans     | 25      | 5               |
| Regno Unito | Andy Murray      | 134     | 6               |

### Teste di serie singolare femminile
| Nazionalità | Giocatore      | Ranking | Testa di serie* |
| ----------- | -------------- | ------- | --------------- |
| Tunisia     | Ons Jabeur     | 10      | 1               |
| Svizzera    | Belinda Bencic | 23      | 2               |

## Campioni

### Singolare maschile
- Andrej Rublëv ha sconfitto in finale  Andy Murray per  6–4, 7–6(2).

### Singolare femminile
- Ons Jabeur ha sconfitto in finale  Belinda Bencic per 4–6, 6–3, [10–8].